# Premio Austriaco de Literatura Europea
El Premio Austriaco de Literatura Europea, también conocido como el Premio Europeo de Literatura (Europäischer Literaturpreis), es un premio literario otorgado en Austria entregado por el Ministerio Federal de Educación y Artes a los escritores europeos. Establecido en Viena en 1965, el premio entrega una valor monetario de 25.000 € (2007).

## Galardonados
| Año  | Premiado             | Actividad                            | Nacionalidad                  |
| ---- | -------------------- | ------------------------------------ | ----------------------------- |
| 1965 | Zbigniew Herbert     | Poeta                                | Polonia                       |
| 1966 | W. H. Auden          | Poeta y ensayista                    | Reino Unido, Estados Unidos   |
| 1967 | Vasko Popa           | Poeta                                | Yugoslavia                    |
| 1968 | Václav Havel         | Político, escritor y dramaturgo      | Checoslovaquia                |
| 1969 | Desierto             |                                      |                               |
| 1970 | Eugène Ionesco       | Dramaturgo y escritor                | Rumania                       |
| 1971 | Sławomir Mrożek      | Escritor y dramaturgo                | Polonia                       |
| 1972 | Peter Huchel         | Poeta                                | Alemania                      |
| 1973 | Harold Pinter        | Dramaturgo, guionista y actor        | Reino Unido                   |
| 1974 | Sándor Weöres        | Poeta                                | Hungría                       |
| 1975 | Pavel Kohout         | Escritor y dramaturgo                | Checoslovaquia                |
| 1976 | Italo Calvino        | Poeta, ensayista y novelista         | Italia                        |
| 1977 | Fulvio Tomizza       | Escritor                             | Italia                        |
| 1978 | Simone de Beauvoir   | Filósofa y novelista                 | Francia                       |
| 1979 | Desierto             |                                      |                               |
| 1980 | Sarah Kirsch         | Poetisa                              | Alemania                      |
| 1981 | Doris Lessing        | Novelista                            | Reino Unido                   |
| 1982 | Tadeusz Różewicz     | Poeta y escritor                     | Polonia                       |
| 1983 | Friedrich Dürrenmatt | Dramaturgo y novelista               | Suiza                         |
| 1984 | Christa Wolf         | Novelista, ensayista y guionista     | República Democrática Alemana |
| 1985 | Desierto             |                                      |                               |
| 1986 | Stanisław Lem        | Novelista                            | Polonia                       |
| 1987 | Milan Kundera        | Escritor y novelista                 | Checoslovaquia, Francia       |
| 1988 | Andrzej Szczypiorski | Novelista y político                 | Polonia                       |
| 1989 | Marguerite Duras     | Novelista, dramaturga y guionista    | Francia                       |
| 1990 | Helmut Heissenbüttel | Novelista y poeta                    | Alemania                      |
| 1991 | Péter Nádas          | Escritor y dramaturgo                | Hungría                       |
| 1992 | Salman Rushdie       | Escritor y novelista                 | Reino Unido                   |
| 1993 | Chinghiz Aitmatov    | Político y escritor                  | Unión Soviética, Kirguistán   |
| 1994 | Inger Christensen    | Poetisa y escritora                  | Dinamarca                     |
| 1995 | Ilse Aichinger       | Escritora                            | Austria                       |
| 1996 | Aleksandar Tišma     | Novelista                            | Yugoslavia, Serbia            |
| 1997 | Jürg Laederach       | Escritor                             | Suiza                         |
| 1998 | Antonio Tabucchi     | Novelista, relato corto              | Italia                        |
| 1999 | Dubravka Ugrešić     | Novelista                            | Yugoslavia, Croacia           |
| 2000 | António Lobo Antunes | Novelisa y ensayista                 | Portugal                      |
| 2001 | Umberto Eco          | Ensayista, semiólogo y novelista     | Italia                        |
| 2002 | Christoph Hein       | Novelista y ensayista                | Alemania                      |
| 2003 | Cees Nooteboom       | Novelista, ensayista y poeta         | Países Bajos                  |
| 2004 | Julian Barnes        | Novelista                            | Reino Unido                   |
| 2005 | Claudio Magris       | Escritor                             | Italia                        |
| 2006 | Jorge Semprún        | Escritor, político y guionista       | España, Francia               |
| 2007 | A. L. Kennedy        | Novelista, relato cortos y ensayista | Reino Unido                   |
| 2008 | Agota Kristof        | Novelista y dramaturga               | Hungría                       |
| 2009 | Per Olov Enquist     | Novelista y dramaturgo               | Suecia                        |
| 2010 | Paul Nizon           | Escritor                             | Suiza                         |
| 2011 | Javier Marías        | Novelista, articulista, poeta        | España                        |
| 2012 | Patrick Modiano      | Novelista                            | Francia                       |
| 2013 | John Banville        | Novelista                            | Irlanda                       |
| 2014 | Liudmila Ulítskaya   | Novelista                            | Rusia                         |
| 2015 | Mircea Cărtărescu    | Escritor y crítico literario         | Rumania                       |
| 2016 | Andrzej Stasiuk      | Novelista, poeta y crítico literario | Polonia                       |
| 2017 | Karl Ove Knausgård   | Novelista                            | Noruega                       |
| 2018 | Zadie Smith          | Novelista                            | Reino Unido                   |
| 2019 | Michel Houellebecq   | Novelista y poeta                    | Francia                       |
| 2020 | Drago Jančar         | Novelista y poeta                    | Eslovenia                     |
| 2021 | László Krasznahorkai | Novelista y guionista                | Hungría                       |
| 2022 | Ali Smith            | Novelista                            | Reino Unido                   |